# Nicolas Duvivier
Pour les articles homonymes, voir Duvivier.
Nicolas Duvivier est un homme politique français né le 10 août 1817 à Rouen (Seine-Inférieure) et mort le 27 octobre 1889 à Rouen.

## Biographie
Négociant à Rouen, juge au tribunal de commerce, il est député de Seine-Maritime de 1881 à 1889, siégeant à l'Union républicaine, puis à la Gauche radicale. 
Ses obsèques sont célébrées dans l'église Saint-Patrice et il est inhumé au cimetière monumental de Rouen.